# Yossef Gutfreund
Yossef Gutfreund (hebräisch יוסף גוטפרוינד‎; * 1. November 1931 in Chișinău, Rumänien; † 6. September 1972 in Fürstenfeldbruck) war ein israelischer Kampfrichter, der beim Münchner Olympia-Attentat von palästinensischen Terroristen ermordet wurde.
Gutfreund studierte einige Semester Tiermedizin in Rumänien und interessierte sich früh für das Ringen. Im Alter von 17 Jahren emigrierte er nach Israel, wo er mit den Israelischen Streitkräften am Sinai-Feldzug und am Sechstagekrieg teilnahm. In Jerusalem betrieb er ein Elektrogeschäft und arbeitete für den Betar Club Gym als Trainer. Er war verheiratet und Vater zweier Töchter.

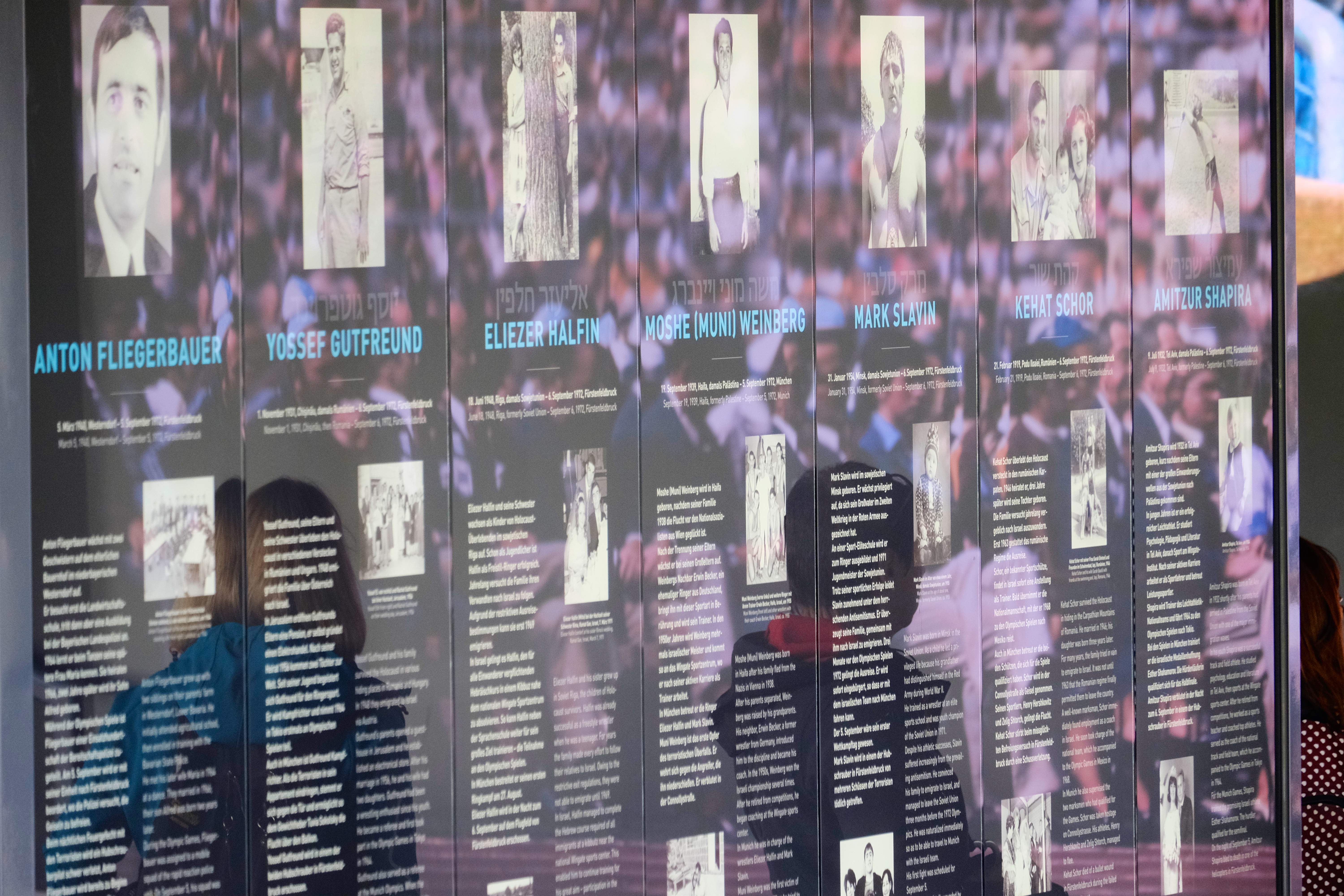
Gedenktafel im Olympiapark München

Als Kampfrichter genoss Gutfreund internationales Ansehen. Bei den Wettkämpfen in München handelte es sich bereits um die vierten Olympischen Spiele, zu denen er eingeladen wurde.
In den frühen Morgenstunden des 5. September 1972 stürmten palästinensische Terroristen der Organisation Schwarzer September das Quartier der israelischen Mannschaft in der Connollystraße 31. Gutfreund bemerkte die Eindringlinge als erstes und stemmte sich gegen die Tür seines Apartments, um ihnen den Zutritt zu verwehren. Dadurch ermöglichte er dem israelischen Trainer der Gewichtheber, Tuvia Sokolovsky, die Flucht über einen Balkon des Hauses. Kurz darauf töteten die Terroristen den Trainer Mosche Weinberg und den Gewichtheber Josef Romano; Gutfreund sowie acht weitere Mitglieder der israelischen Delegation nahmen sie als Geiseln. Bei dem missglückten Befreiungsversuch auf dem Flugplatz Fürstenfeldbruck starb Gutfreund im Alter von 40 Jahren durch die Waffe eines Geiselnehmers.
Yossef Gutfreund wurde er auf dem Har HaMenuchot in Jerusalem beigesetzt.